# آرتور هارندن
آرتور هارندن (انگلیسی: Arthur Harnden؛ ۲۰ مه ۱۹۲۴ – ۳۰ سپتامبر ۲۰۱۶) دونده اهل ایالات متحده آمریکا بود.
وی در مسابقات کشوری و بین‌المللی در مجموع برندهٔ ۱ مدال طلا شده‌است.